# Джузепе Меркали
Джузепе Меркали (Giuseppe Mercalli) е италиански вулканолог и сеизмолог, разработил 10-степенна ска̀ла за отчитане силата на земетресенията и създал подробен каталог на италианските земетресения.

## Биография
Меркали е роден на 21 май 1850 година в град Милано, Италия. Учи във Висшия технически институт в родния си град, а по-късно, през 1872 година, е ръкоположен за римски католически свещеник. Избира да се посвети на сеизмологията и вулканологията и изучава тези науки като ученик на Антонио Стопани. Завършва естествени науки и първото му геоложко проучване е на ледниковите депозити в Ломбардия. След дипломирането си в колежа става преподавател в местната семинария. Работи като учител в Монца и няколко частни училища в Милано, а по-късно става преподавател по природни науки в семинарията на Милано. Свален е от този пост когато е заподозрян в принадлежност към идеите на либерализма и поради откритата му подкрепа за националния паметник, издигнат в чест на философа-свещеник Antonio Rosmini-Serbati. По това време философът е осмиван от епископи и дори от папата, но през 2007 година е обявен за блажен от католическата църква и е кандидат за светец.
По-късно правителството му предлага професорски пост в град Домодосола в Пиемонт, където прекарва няколко години. През 1889 година става преподавател в лицея „Кампанела“ в Реджо ди Калабрия, а две години след това получава квалификация на професор по геология и минералогия в университета на Катания. През 1892 се премества в Неапол и става професор по вулканология и сеизмология в лицея „Виктор Емануил II“ в града. Провежда многобройни наблюдения над вулкана Везувий и го изучава най-подробно. Има специален афинитет към този вулкан и проследява дейността му много детайлно. През 1911 година става директор на обсерваторията на Везувий и остава на работа там до смъртта си. По време на изследванията си върху сеизмичната активност в Италия в края на 19 век, достъпът му до сеизмична апаратура е ограничен. По това време съществуват само някои сеизмографи и сеизмоскопи, които показват началото на земетресението, а понякога и посоката му, но повечето от информацията Меркали получава от собствените си наблюдения върху причинените щети.
Задълбочените изследвания на Меркали върху земетресения и вулкани му изграждат репутацията на един от водещите учени в областта в Европа и постепенно печели световна слава. Той често е канен да изследва земетресения в целия континент. През 1884 година пътува до Испания за да се запознае с последиците от земетресението в Андалусия. През 1887 година Меркали е водещият изследовател на смъртоносните събития във френската и италианска Ривиера.
Друг ключов принос за сеизмологията е изработеният от Меркали подробен каталог на италианските земетресения. Той смята, че за да се разбере същността на земните трусове, е необходимо да се изучи и разбере сеизмичната история на съответния регион. В книгата си „Вулканите и вулканизма в Италия“, той развива тази история за територията на родината си.
Джузепе Меркали има ценен принос в развитието на младия свещеник Амброджио Рати, който по-късно се възкачва на папския престол като папа Пий XI. Бъдещият папа, под ръководството на Меркали, написва дванадесетата глава на „Италианските историческите земетресения“, където каталогизира над хиляда сеизмични движения, които се появяват между 1450 г. пр.н.е. и 1881 година.

## Сеизмична скала
За да осигури известна последователност на анализите си на земетресенията, Меркали преценява, че му е необходим метод за оценяване на относителните ефекти на всеки трус. В началото разработва 6-степенна скала, при която най-катастрофалните земетресения имат интензитет 6. Бързо осъзнава обаче, че тя е твърде ограничена, за да осигури достатъчна точност и добра преценка. По това време се работи по 10-степенната скала на Роси-Форел от 1883 година, при която обаче липсват подробности в описанието на различните степени. През 1902 година Меркали преработва своята скала на 10-степенна, като включва подробно описание на всяка степен. Тя е базирана на ефекта, който земетресенията оказват върху постройките и хората. Използва се за количествено определяне на мощта на труса, като се отчитат субективните наблюдения на различни хора, които са го преживели и наблюдавали движението на земята, както и на причинените щети. В тази скала степента на силата на земетръсите се изразява с римски цифри от I до X. При първо ниво няма причинени щети, а при десето разрушенията са шокови. След земетресението в Месина през 1908 година, Меркали преработва скалата си, като последната, 10-а степен вече е наречена „катастрофална“. Скалата бързо се възприема от всички европейски учени.
Допълнителни подобрения по тази скала са правени от италианския физик Адолфо Канкани, който увеличава броя на степените на 12. Немският геофизик Август Зиберг през 1923 година прави допълнителни описания за различните степени, но английският превод от 1931 година носи името само на Меркали. В наше време скалата е известна като „Скала на Меркали-Канкани-Зиберг“. По-късни преработки правят Хари Ууд и Франк Нойман през 1931 година и Чарлз Рихтер през 1956 година. Скалата на Меркали-Канкани-Зиберг понякога се нарича „модифицирана скала на Меркали“ и често пред цифрата, определяща степента на земетресенията, се поставя символа „ММ“ (Модифициран Меркали). Тя се различава от по-известната днес скала на Рихтер по това, че при Рихтер се отчита количеството енергия, освободена от едно земетресение, а при Меркали – щетите от него.

## Кончина
Джузепе Меркали умира на 63-годишна възраст, ден преди да празнува имения си ден. Това става рано сутринта на 19 март 1914 година, когато ученият изгаря при съмнителни обстоятелства. Твърди се, че пожарът е запален от него по невнимание, след като напълва лампата в спалнята си с повече газ. Смята се, че когато е настъпило фаталното събитие, той е работил до късно през нощта, тъй като това често му се е случвало. Тялото му е намерено до леглото овъглено, с едно одеяло в ръка, с което се предполага че се е опитвал да загаси пламъците. Няколко дни след смъртта му обаче, властите заявяват, че професорът вероятно е убит, тъй като е установено, че липсва определена сума пари. Наложената хипотеза е, че е бил удушен, а пожарът е предизвикан допълнително за заличаване на следите.
В Неапол паметта му е почетена, като неговото име носят един лицей и една улица.

## Трудове
Сред многобройните изследвания на Меркали във връзка със сеизмологията и вулканологията, са монографиите за активните вулкани на Земята (1889), проучвания на земетресенията на остров Иския (1883), на Понцианските острови (1892) и Месина (1908). Публикува 115 изследвания по сеизмология и вулканология.
- Изследвания на Везувий, Стромболи и Вулкано (Studi su Vesuvio, Stromboli e Vulcano)
- Вулкани и вулканизъм в Италия (I vulcani e i fenomeni vulcanici in Italia), 1883 – представлява трети том от „Геология на Италия“.
- Земетресението в Ломбардия (Il terremoto di Lombardia), 1884
- Земетресението в Леко (Il terremoto di Lecco), 1887
- Земетресението в Андалусия (Il terremoto dell'Andalusia), 1897
- Най-активните вулкани на Земята (I vulcani attivi della Terra), 1897 – каталогизира известните вулкани в света
- Новини от Везувий (Notizie vesuviane)
- Изследвания на земетресенията в Южна Калабрия (Studi sui terremoti della Calabria meridionale)
- Събуждането на Везувий (Il risveglio del Vesuvio), 1913
- Studi sui fenomeni del bradisismo del Serapeo e della Solfatara